# Liste des lacs au Cameroun
La liste de lacs au Cameroun répertorie la liste non exhaustive des lacs présents sur le territoire du Cameroun.
Il existe au Cameroun de nombreux types de lacs, d'étangs et de marais.
Les lacs de cratères sont nombreux le long de la dorsale du Cameroun. On a aussi, parmi les plus grands lacs en superficie, des lacs de barrage.

## Types de lacs
La liste ci-dessous distingue grossièrement quelques types de lacs : 
- les lacs d'altitude; montagnes et cratères.
- les lacs de plaine.
- les lacs artificiels; constitués à la suite de l'action humaine - souvent un ouvrage de retenue  (de barrage,...) - sur un cours d'eau.

## Liste des lacs
Les lacs saisonniers Tchaskirou, Nyoukye,Yaire Guirieo ne sont pas listés parmi les lacs,,.